# Borovichsky (huyện)
Huyện Borovichsky (tiếng Nga: ? райо́н) là một huyện hành chính tự quản (raion), của Tỉnh Novgorod, Nga. Huyện có diện tích 3150 km². Trung tâm của huyện đóng ở Borovichi.